# 独立記念館
独立記念館（どくりつきねんかん、英語: Independence Hall）は、アメリカ合衆国ペンシルベニア州のフィラデルフィアにある、アメリカ独立宣言が行われた建物である。アメリカ合衆国建国期に重要な役割を果たし、ユネスコ世界遺産にも登録されている。

## 沿革
- 法律家かつアマチュアの建築家であったアンドリュー・ハミルトンの設計の元、1732年に着工し、1752年に竣工した。1799年にランカスターの庁舎に移転するまで、ペンシルベニア州議会の議事堂として使用された。

- 1775年から1783年、第二回大陸会議の議事堂として使用された。

- 1776年7月4日、イギリス植民地下にあった13州の代表者が、この建物の広間に集り、トーマス・ジェファーソンが起草したアメリカ独立宣言が署名され、この時以来、独立記念館（インデペンデンス・ホール）と呼ばれるようになった。

- 1787年、フィラデルフィア憲法制定会議によって独立記念館にてアメリカ合衆国憲法が制定された。

- 1790年、首都立地法によって恒久的首都としてワシントンDCが選ばれ、その建設中はフィラデルフィアに首都を置くこととなる。

- 1790年から1800年、フィラデルフィアはアメリカの首都となり、独立記念館に隣接するフィラデルフィア旧市庁舎がアメリカ合衆国最高裁判所として、コングレス・ホールがアメリカ合衆国議会議事堂として使用された。議員数が少なかった「元老院」がコングレス・ホールの二階を、多かった「代議院」が一階を議場として使用したことが「上院」と「下院」という語の語源となった。

- 1966年、アメリカ独立国立歴史公園としてアメリカ合衆国国立公園局管理下の観光地となる。

- 1979年、ユネスコの世界遺産（文化遺産）として登録された。

## 周辺
独立記念館周辺はアメリカ独立国立歴史公園として整備されている。
独立記念館前にある「リバティベル・パビリオン」には独立宣言に銘文を使ったという「自由の鐘（リバティベル）」がある。
独立記念館の東にはフィラデルフィア旧市庁舎が、西にはコングレス・ホールが隣接している。
独立記念館のあるフィラデルフィア近郊には独立戦争のランドマークであるバレーフォージもある。

## 登録基準
この世界遺産は世界遺産登録基準のうち、以下の条件を満たし、登録された（以下の基準は世界遺産センター公表の登録基準からの翻訳、引用である）。
- (6) 顕著で普遍的な意義を有する出来事、現存する伝統、思想、信仰または芸術的、文学的作品と直接にまたは明白に関連するもの（この基準は他の基準と組み合わせて用いるのが望ましいと世界遺産委員会は考えている）。

登録基準に基づく評価内容は以下の通り。
- (6) アメリカ合衆国独立宣言（1776年）とアメリカ合衆国憲法（1787年）に表明された革命と自治の権利という普遍的原則は、独立記念館で議論され、採択され、署名された。これらの文書は、世界中の立法者や政治家に深い影響を与えてきた。この二つの文書の基本的な概念、形式、そして実質的な要素は、多くの国の政府憲章、さらには国連憲章にも影響を与えてきた。